# Чарли приходит ночью
«Чарли приходит ночью» (англ. The Night Brings Charlie) — кинофильм о серийном убийце-психопате, терроризирующем город.

## Сюжет
Уродливый садовник Чарли Пакетт становится главным подозреваемым в серии ужасных убийств, происходящих ночью в маленьком городе, в которых жертвам отпиливали головы.

## В ролях
- Эл Эразим — Чарли
- Дэвид Карр — Джек
- Лори Дэннис — Брэнда
- Джо Фишбэк — Уолт
- Кейт Хадсон — байкер
- Чарли Кэвин — байкер
- Керри Найт — Карл
- Моника Симмонс — Таня
- Айми Тинеджлиа — Дженни